# Rue Auguste-Perret
La rue Auguste-Perret est une voie située dans le quartier de la Maison-Blanche du 13e arrondissement de Paris. 

## Situation et accès
La rue Auguste-Perret est desservie par la ligne 7 à la station Tolbiac.

## Origine du nom
Elle rend hommage à l'architecte Auguste Perret (1874-1954).

## Historique
Une partie de la rue est à l'emplacement de l'ancienne impasse Vacelet. Elle a été créée en 1965 sous le nom provisoire de « voie L/13 » et prend sa dénomination actuelle le 28 octobre 1971.
Le 15 février 2003, un affaissement de terrain s'est produit dans la cour de l'école Auguste-Perret, située au numéro 9, en liaison avec les travaux de la ligne 14 du métro de Paris.